# 仙台市立中田中学校
仙台市立中田中学校（せんだいしりつ なかだちゅうがっこう）は、宮城県仙台市太白区中田五丁目にある公立中学校。

## 概要
仙台市太白区の南部にあり、仙台南学区に属している。
　

## 沿革
- 1947年（昭和22年）4月 - 創設。中田小学校、中田青年学校に併置。
- 1948年（昭和23年）4月 - 校舎新築起工式。6学級、職員数8名、生徒数364名。
- 1951年（昭和26年）11月 - 校歌制定
- 1974年（昭和49年）10月 - 校木「とちの木」植樹
- 1981年（昭和56年）4月 - 仙台市立袋原中学校分離開校
- 1996年（平成8年）4月 - 仙台市立柳生中学校分離開校

## 学区
当校の通学区域は以下の通り。
- 中田小学校通学区域
- 袋原小学校通学区域の一部

## 交通
- JR南仙台駅より徒歩約10分